# راست میانه
سیاست راست میانه (به انگلیسی: Centre-right politics)؛ رایج در کشورهای همسود که سیاست میانه‌گرایی-راست هم خوانده شده، اشاره به پایبندی و پیروی از سیاستی است که به جانب راست از طیف سیاسی چپ-راست متمایل است اما به مرکز آن از دیگر انواع جناح‌های این سیاست، نزدیک‌تر است.
احزاب راست میانه عموماً از لیبرال دموکراسی، سرمایه‌داری، اقتصاد بازار، حقوق مالکیت خصوصی و یک دولت رفاه معتدل حمایت می‌کنند. آنها از محافظه‌کاری و لیبرالیسم اقتصادی حمایت می‌کنند و با سوسیالیسم و کمونیسم مخالفند.
از دهه ۱۷۸۰ تا دهه ۱۸۸۰، تغییری در ساختار طبقه اجتماعی جهان غرب و نیز اقتصاد آن رخ داد و آن گذار از دوران اشرافیت و سوداگری‌گرایی، و حرکت به سوی بورژوازی و سرمایه‌داری بود. این تغییر کلی اقتصادی به سوی سرمایه‌داری، جنبش‌های راست میانه روز مانند حزب محافظه‌کار بریتانیا را؛ که با دست‌کاری سیاست‌های خود به سوی سرمایه‌داری از آن حمایت کردند، تحت تأثیر قرار داد.
در سال ۱۹۸۲ یک اتحاد احزاب سیاسی راست، به نام اتحادیه دموکرات بین‌الملل، با عضویت بیش از ۶۰ کشور، از جمله حزب محافظه کار بریتانیا، حزب جمهوری‌خواه ایالات متحده آمریکا، حزب محافظه‌کار کانادا، حزب لیبرال استرالیا، حزب ملی نیوزیلند و احزاب دموکراسی مسیحی، تشکیل شده است.

## پیشینه

### از انقلاب فرانسه تا جنگ جهانی دوم
مشوق چشم‌گیر راست میانه، به ویژه در بریتانیا، محافظه‌کاری سنتیِ نویسنده، سیاستمدار و سخنور ایرلندی ادموند بورک بود. محافظه‌کاری سنتی برک بیش از محافظه‌کاری اروپایی ژوزف دو مستر فرانسوی میانه‌گرا بود. ژوزف دومیستر، پس از تجربهٔ انقلاب فرانسه وضع موجود بلافاصله قبل از انقلاب را به‌طور کامل (بر خلاف برک) به عنوان یک وضعیت ضدانقلابی و ارتجاعی محکوم کرد که می‌کوشیدند همه جامعهٔ مدرن را منفصل و آن را به سوی یک جامعهٔ به شدت مبتنی بر مذهب بازگشت دهند. در حالی که برک انقلاب فرانسه را محکوم کرد، او از انقلاب آمریکا که او آن را یک انقلاب محافظه‌کاری می‌دید حمایت کرده بود. برک ادعا کرد که آمریکایی‌ها به همان دلیل دست به انقلاب زدند که انگلیسی‌ها در طول انقلاب شکوهمند انقلاب کرده‌بودند، که در هر دو مورد یک پادشاه از مرزهای وظایف خود تجاوز کرده بود. برک ادعا کرد که انقلاب آمریکا انقلابی موجه است؛ زیرا جرج سوم از حقوق عرفی خود با تحمیل مالیات بر مستعمره نشینان آمریکایی بدون رضایت آن‌ها تجاوز کرده بود. برک با انقلاب فرانسه مخالف بود به این دلیل که او مخالف مرام ضد سنتی آن و نیز استفاده از ایده‌های انتزاعی، مانند اعلامیه حقوق انسان و شهروند و مساوات‌خواهی جهانی آنان که برک با سرزنش آن ادعا می‌کند که آن انقلاب به‌طور مؤثر تأیید کرده که «آرایش‌گران» می‌توانند کار سیاستمداران را انجام دهند.
در بریتانیا، جنبش محافظه‌کاری سنتی را حزب محافظه‌کار بریتانیا نمایندگی می‌کرد. نخست‌وزیر محافظه‌کار بریتانیا بنجامین دیزرائیلی با توجه به مسائل اجتماعی ناشی از نبودِ کمک از سوی اقتصاد بازار آزاد برای طبقه کارگر، با راه‌اندازی ملت یک‌پارچه محافظه‌کار ادعا داشت که این عدم کمک برای طبقات پایین جامعهٔ بریتانیا را به دو ملت - غنی و فقیر تقسیم کرده بود و این تأثیر و نتیجهٔ تشکیل شرکت‌های خصوصی بی‌بند و بار بوده، و ادعا کرد که او در پی درهم‌شکستن آن وضعیت بود. دیزرائیلی گفت که او از یک کشور متحد انگلستان حمایت کرده چه در حالی که نمایندگی طبقهٔ بالا یا دیگران در سطح پایین‌تر را داشته است. دیزرائیلی دیدگاه خصمانه‌ای نسبت به تجارت آزاد داشت و پدرسالاری اشرافی و همچنین ترویج امپریالیسم مورد نظر او بود. با این حال، با احیای جنبش سوسیالیستی در بریتانیا با ظهور حزب کارگر، و با اضمحلال حزب لیبرال، حزب محافظه‌کار در مسیر تبدیل شدن به مدافع جامعهٔ سرمایه‌داری و مبارز علیه سوسیالیسم قرار گرفت، در حالی که حمایت از سرمایه‌داری در در قالب اصول محافظه‌کاری سنتی ارائه و تبلیغ می‌شد.
یکی دیگر از جنبش‌های راست میانه که در فرانسه در واکنش به انقلاب فرانسه به وجود آمد، آغاز جنبش دموکراسی مسیحی است، که در آن کاتولیک‌های محافظه‌کار میانه مواد دموکراتیک انقلاب فرانسه را پذیرفتند. اولین حزب دموکرات مسیحی در ایتالیا در سال ۱۹۱۹ توسط لوئیجی استورتزو تأسیس شد، آن توسط رژیم فاشیستی ایتالیا سرکوب گشته و به تبعید در فرانسه مجبور شد. استورتزو در فرانسه یک جنبش بین‌المللی ایجاد کرد که از ایده به وجود آمدن بازار مشترک اروپا و پیوستن به اتحادیه اروپا برای جلوگیری از جنگ حمایت می‌کرد، در میان کسانی که در گروه حضور داشتند صدراعظم آینده آلمان کنراد آدناور، نخست‌وزیر آینده ایتالیا آلچیده د گاسپری، و نخست‌وزیر فرانسه روبر شومان بودند.

### پس از جنگ جهانی دوم
در اروپا پس از جنگ جهانی دوم، احزاب دمکرات مسیحی راست میانه به عنوان جنبش‌های قدرتمند سیاسی به وجود آمدند در حالی که توان جنبش‌های سنتی استبدادی ارتجاعی کاتولیک در اروپا رو به کاهش نهاد. جنبش‌های دموکراتیک مسیحی در کشورهای اتریش، بنلوکس (شامل کشورهای بلژیک، هلند و لوکزامبورگ)، آلمان، و ایتالیا به جنبش‌های بزرگ تبدیل شدند.
نئولیبرالیسم نیز به عنوان یک نظریه اقتصادی توسط میلتون فریدمن اقتصاددان و برنده جایزه نوبل اقتصاد (۱۹۷۶) آمریکایی مطرح شد که در آن مداخله دولت در امور اقتصادی را؛ هنگامی که با سوسیالیسم و جمع‌گرایی همراه باشد محکوم کرد، به وجود آمد. نئولیبرال‌ها اقتصاد کینزی را رد کردند زیرا باور دارند که آن اقتصاد در ارزیابی و پاسخ خود به رکود بزرگ تأکید بیش از حدی به نقش پایین‌آوردن بیکاری داده‌اند، نئولیبرال‌ها مشکل واقعی را تورم دانسته و حمایت از سیاست پول‌گرایی را برای مقابله با آن تجویز کرده‌اند.
اقتصاد نئولیبرالی مورد تأیید مارگارت تاچر نخست‌وزیر محافظه‌کار بریتانیا قرار داشت به طوری که آن روش را به عنوان بخشی از محافظه‌کاری بازار آزاد؛ که به تحولاتی که در محافظه‌کاری آمریکا به وجود آمده نزدیک‌تر است اقتباس و به کار گرفته‌شده است. این در حالی است که محافظه‌کاری سنتی در درون حزب محافظه‌کار بریتانیا دارای نفوذ کمتری از گذشته است. با این حال حزب محافظه‌کار بریتانیا هنوز دارای یک پایگاه سنتی بزرگ از محافظه‌کاران، به خصوص محافظه‌کار عقیدتی است. تاچر آشکارا از سیاست راست میانه حمایت کرد و گسترش آن را هم در شرق اروپا؛ پس از پایان حیات رژیم‌های بر اساس مارکسیسم-لنینیسم در اواخر دهه ۱۹۸۰ و دهه ۱۹۹۰ پشتیبانی کرد. پس از فروپاشی کمونیسم در شرق اروپا، انواع احزاب سیاسی راست میانه در آنجا پدید آمده‌اند، و از جمله بسیاری که از نئولیبرالیسم حمایت می‌کنند.
در ایالات متحده، رئیس‌جمهور رونالد ریگان (۱۹۸۱ تا ۱۹۸۹) سیاست‌های بسیاری را که برگرفته از نظریه‌های اقتصادی میلتون فریدمن، و از جمله اصولی از مکتب اقتصادی شیکاگو و مانیتاریسم (پول‌گرایی) بود، اتخاذ کرد.